# En liten snobb
En liten snobb, skriven av Ray Davies med svensk text av Peter Himmelstrand, är en sång som Telstars spelade in 1966. 
Sången låg 11 veckor på Svensktoppen 1966.
På engelska heter låten "Dedicated Follower of Fashion" och spelades 1965 in av popgruppen The Kinks där både Ray Davies och hans bror Dave Davies ingick.

### Fotnoter
1. ↑  ”Svensktoppen”. 27 februari 1966. http://sverigesradio.se/Diverse/AppData/Isidor/files/2023/3464.txt. Läst 25 maj 2011.